# لوريتا يانغ
لوريتا يانغ (بالصينية: 楊惠姍) هي ممثلة تايوانية، ولدت في 16 يوليو 1952 بتايبيه في تايوان. من الجوائز التي نالتها جائزة الحصان الذهبي لأفضل ممثلة رائدة ‏ سنة 1984 وجائزة الحصان الذهبي لأفضل ممثلة رائدة ‏ سنة 1985.

## جوائز
- جائزة الحصان الذهبي لأفضل ممثلة رائدة [الإنجليزية]‏ (1984)
- جائزة الحصان الذهبي لأفضل ممثلة رائدة [الإنجليزية]‏ (1985)

## وصلات خارجية
- لوريتا يانغ على موقع IMDb (الإنجليزية)